# Tōchi
Hoàng nữ Tōchi (十市皇女 (Thập Thị Hoàng nữ) c. 648/653 – 3 tháng 5,678) là một công chúa trong thời kỳ Asuka,và là em họ, sau là Hoàng hậu của Thiên hoàng Kōbun. Tên của bà, Tochi có nguồn gốc từ huyện Tochi, một địa điểm nằm một vài dặm về phía bắc của Asuka. Hoàng nữ Tōchi cũng là con gái của Thiên hoàng Tenmu với Công chúa Nukata. Bà kết hôn với Hoàng tử Ōtomo, tức Thiên hoàng Kōbun sau này. Bà và chồng sau đó sống ở kinh đô Ōtsu ở tỉnh Ōmi (nay là Ōtsu, Shiga). Hoàng tử Ōtomo kế vị ngai vàng sau khi cha mình, Thiên hoàng Tenji băng hà. Vợ ông, Hoàng nữ Tōchi cũng trở thành Hoàng hậu cho đến khi chồng bà bị sát hại bởi cha mình trong Chiến tranh Jinshin.
Sau khi chiến tranh kết thúc, bà trở về Asuka, sống cùng mẹ và con trai trong cung điện Asuka Kiyomihara. Năm 675, bà đến thăm Thần cung Ise cùng với Hoàng nữ Abe.
Năm 678, bà được chỉ định làm Saiō với công việc bói toán và được cho là rời khỏi nơi ở hiện tại để đến Saikū (斎宮) vào ngày thứ 7 của tháng thứ 4. Sau đó, bà đột ngột qua đời tại nơi cư trú. Được tin bà qua đời, Hoàng tử Takechi đã sáng tác ba câu thơ tôn vinh bà (từ những câu thơ của ông được thu thập trong Vạn Diệp tập).
Bà được chôn cất tại một nơi được gọi là Akō, theo Nhật Bản thư kỷ.

## Đầu đời
Hoàng nữ Tōchi là con gái duy nhất của Hoàng tử Ōama, tức Thiên hoàng Tenmu sau này, có với một trong những người vợ của ông, Công chúa Nukata, con gái của Hoàng tử Kagami và được biết đến như một thi sĩ cung đình nổi tiếng. Hoàng tử Ōama là em trai của Hoàng tử Naka-no-Ōe, người đã giết kẻ thù chính trị của mình, Soga no Iruka và Soga no Emishi, cùng với một trong những người hầu của mình, Nakatomi no Kamatari, lập nên Cải cách Taika vào năm 645. Hoàng tử Ōama đã ly hôn với Nukata để cho bà trở thành vợ của Hoàng tử Naka-no-Ōe, người trước đó đã tỏ vẻ yêu thích và muốn kết hôn với bà. Khi Hoàng tử Naka-no-Ōe có được quyền lực chính trị, Ōama không thể từ chối những gì anh trai mình muốn làm.
Hoàng nữ Tōchi lớn lên tại một dinh thự nơi mẹ bà sinh sống. Đây là việc làm khác thường đối với một đứa trẻ được sinh ra trong Hoàng thất. Thông thường, những đứa trẻ Hoàng gia được cho là được nuôi dưỡng bởi các nữ quan tại những nơi khác nhau từ nơi mẹ chúng ở.
Người ta cho rằng bà có mối quan hệ thân thiết với Hoàng tử Takechi, một trong những anh em cùng cha khác mẹ với bà, và một số nhà sử học thậm chí còn cho rằng bà đã yêu ông ta.

## Tại cung điện Ōtsukyo: 667 - 672
Năm 665, Hoàng nữ Tōchi đã được sắp xếp để kết hôn với cháu trai của cha bà, Hoàng tử Ōtomo trẻ hơn bà vài tuổi. Thân phụ của Ōtomo, Hoàng tử Naka-no-Ōe, đã cho dời đô từ Asuka đến Ōtsukyo ở tỉnh Ōmi (ngày nay ở Otsu, tỉnh Shiga) vào ngày 17 tháng 4 (ngày 19, tháng 3) (Thiên hoàng Tenji) năm 668, với hy vọng rằng Hoàng tử Ōtomo sẽ trở thành Thiên hoàng kế nhiệm. Tuy nhiên, ông không đủ điều kiện để kế vị vì mẹ của ông không xuất thân từ Hoàng thất. Mặt khác, cha của Tōchi, Hoàng tử Ōama tiếp tục sự nghiệp chính trị dưới thời trị vì của Thiên hoàng Tenji. Thực lực chính trị của Hoàng tử Ōama được nhiều người ủng hộ.
Tōchi hạ sinh một đứa con trai, tức Hoàng tử Kadono, vào năm 669.
Ngay sau khi Hoàng tử Ōtomo được bổ nhiệm làm Thái chính đại thần vào năm 671,Thiên hoàng Tenji cũng lâm bệnh. Khi sắp qua đời, ông đã cho gọi Hoàng tử Ōama đến bên giường mình và nói rằng ông ta sẽ trở thành Thiên hoàng kế tiếp. Vì Hoàng tử Ōama lo sợ rằng mạng sống của mình sẽ bị đe dọa bởi những người theo phe Hoàng tử Ōtomo nếu ông kế ngôi Thiên hoàng, nên sau đó ông đã từ chối lời đề nghị của anh trai mình.Ông xuống tóc, trở thành một tu sĩ Phật giáo, chuyển đến một ngôi chùa ở Yoshino và rời xa chính trường. Thiên hoàng Tenji qua đời vào ngày thứ ba, tháng 12 năm 671 mà không chỉ định ai làm người kế vị.
Sau cái chết của Thiên hoàng, phu quân của Tōchi đã lên ngôi và trở thành Thiên hoàng kế nhiệm (tức Thiên hoàng Kōbun), mặc dù không có ghi chép nào về lễ lên ngôi của ông. Hoàng nữ Tōchi - vợ ông - cũng danh chính ngôn thuận trở thành Hoàng hậu. Có lẽ đó là khoảng thời gian viên mãn nhất trong cuộc đời của bà.

## Trong cuộc chiến Jinshin: 672
Trong thời gian này, cha của Tōchi, Hoàng tử Ōama, sống với tư cách là một nhà sư ở Yoshino. Tuy nhiên, ông ta vẫn bí mật thu thập vũ khí để có thể rửa sạch mối thù với Thiên hoàng Kōbun và chính quyền của ông khi ông ta đã sẵn sàng. Chính quyền của Thiên hoàng đã cho gửi quân đến Yoshino để ám sát ông ta. Biết chuyện, Hoàng hậu Tōchi lo lắng rằng cha bà có thể bị giết, bà bí mật thông báo cho cha mình bằng cách viết một lá thư trong một tờ giấy nhỏ và đẩy nó vào bụng của một người làm nghề nướng thịt gửi cho anh ta làm quà tặng.
Vào tháng thứ sáu của năm 672, Hoàng tử Ōama rời Yoshino cùng với những đồng minh của mình và tiến về phía đông để thu thập binh lính. Ông triệu tập hai con trai của mình, Hoàng tử Takechi và Hoàng tử Ōtsu, để tham gia cùng ông. Ông đã đảm nhận vị trí của mình tại Wazamigahara, và tăng quân đội chống lại chính phủ trong ngày đầu tiên, tháng thứ bảy.
Hoàng tử Takechi, người tình cũ của Tōchi, đóng vai trò hàng đầu trong việc tấn công quân đội của chính phủ. Bà bối rối trước việc chồng phải chiến đấu với chính người tình cũ của mình.
Cuộc chiến kéo dài khoảng một tháng. Quân đội của Hoàng tử Oama cuối cùng đã đốt cháy cung điện. Thiên hoàng Kōbun bị đuổi khỏi cung điện và trốn thoát cùng với một vài người thân cận đến núi Nagara gần cung điện và tự tử vì ông không muốn phải chịu sự nhục nhã khi bị sát hại bởi một người phẩm cấp thấp hơn trong chiến trường. Cuối cùng, Thiên hoàng đã treo cổ tự tử trên núi trước khi bị kẻ thù giết chết. Hoàng hậu Tōchi và gia đình bà đã bị vây bắt và giải đến Asuka, nơi cha bà lên ngôi và xây dựng một cung điện mới.

## Thời kì Thiên hoàng Tenmu: 672 - 678
Mặc dù Hoàng hậu Tōchi kết hôn với kẻ thù của vị Thiên hoàng mới, tuy nhiên bà vẫn không bị trừng phạt. Thay vào đó, bà và gia đình được bảo vệ bên trong cung điện mà cha bà đã xây dựng.
Nhiều nhà sử học và tiểu thuyết gia nói rằng bà đã gặp lại người tình cũ của mình, Hoàng tử Takechi và cả hai đã có khoảng thời gian hạnh phúc trong thời gian này. Song, bà vẫn cảm thấy có lỗi với người chồng quá cố của mình. Mọi người đã luận tội thất tiết cho bà. Cha bà, tức vị Thiên hoàng mới, sợ rằng những việc làm không tuân thủ phép tắc của các thành viên gia đình ông có thể đã gây ra tác động tiêu cực đến chính quyền mới và đất nước của ông. Ông ra lệnh hai người phải chia tay. Mặc dù bà và Hoàng tử Takechi không muốn làm điều đó, nhưng không thể bất tuân mệnh lệnh của Thiên hoàng. Tuy nhiên, bà và Hoàng tử Takechi sau đó vẫn qua lại với nhau và việc này đã được giữ bí mật.

### Đến thăm Thần cung Ise
Theo Nhật Bản Thư kỷ, bà đã cùng Công chúa Abe đến Thần cung Ise vào tháng 2 năm 675. Fufuki, một trong những hầu của bà, thấy rằng đôi khi Tōchi trở nên xanh xao trên đường đến Thần cung Ise. Bà sáng tác một bài thơ tanka để an ủi chủ nhân của mình:
Xô đẩy, co cụm
Ấy là những tảng đá trên bờ sông
Không có dấu vết của ân sủng:
Mãi mãi vậy, ta cũng sẽ là
Một thiếu nữ cho đến cuối đời.

 Bài thơ này đã truyền tải mong muốn của Fufuki khi đứng cạnh Tōchi với nỗi buồn của một người hầu trung thành cho đến cuối đời. Người hầu đó đã cầu nguyện cho chủ nhân của mình trở thành một cô gái trẻ và thuần khiết vĩnh cửu mà không có bất kỳ đau khổ hay đau đớn nào.
Bất chấp những mong muốn của người ủng hộ, Thiên hoàng đã cố gắng ly gián con gái ông với người tình của mình. Vào năm 678, ông đã ban hành một sắc lệnh cho con gái ông vào đền thờ Thần đạo với tư cách là một Saiō, người được coi là người hầu thần nên việc kết hôn với một người đàn ông, cũng như gặp gỡ với họ bị nghiêm cấm. Điều đó có nghĩa là bà không còn có cơ hội gặp Takechi nữa.

### Qua đời và chôn cất
Vào ngày thứ 7, tháng thứ 4 của 678, ngày mà bà được cho là đang ở trong đền thờ, bà đột nhiên lâm bệnh và qua đời tại đó. Thiên hoàng đã cảm thấy hối hận và đau buồn khi được tin bà mất. Một số nhà sử học còn nhấn mạnh rằng bà đã bị giết vì một số lý do, và những người khác cho rằng bà đã tự vẫn vì bệnh tâm thần.
Bà được chôn cất tại Ako, không biết chính xác nó ở đâu. Một trong những nơi chôn cất được dự kiến là Himezuka ở Nara, nơi xây dựng Đền thờ Himegamisha vào năm 1981. 

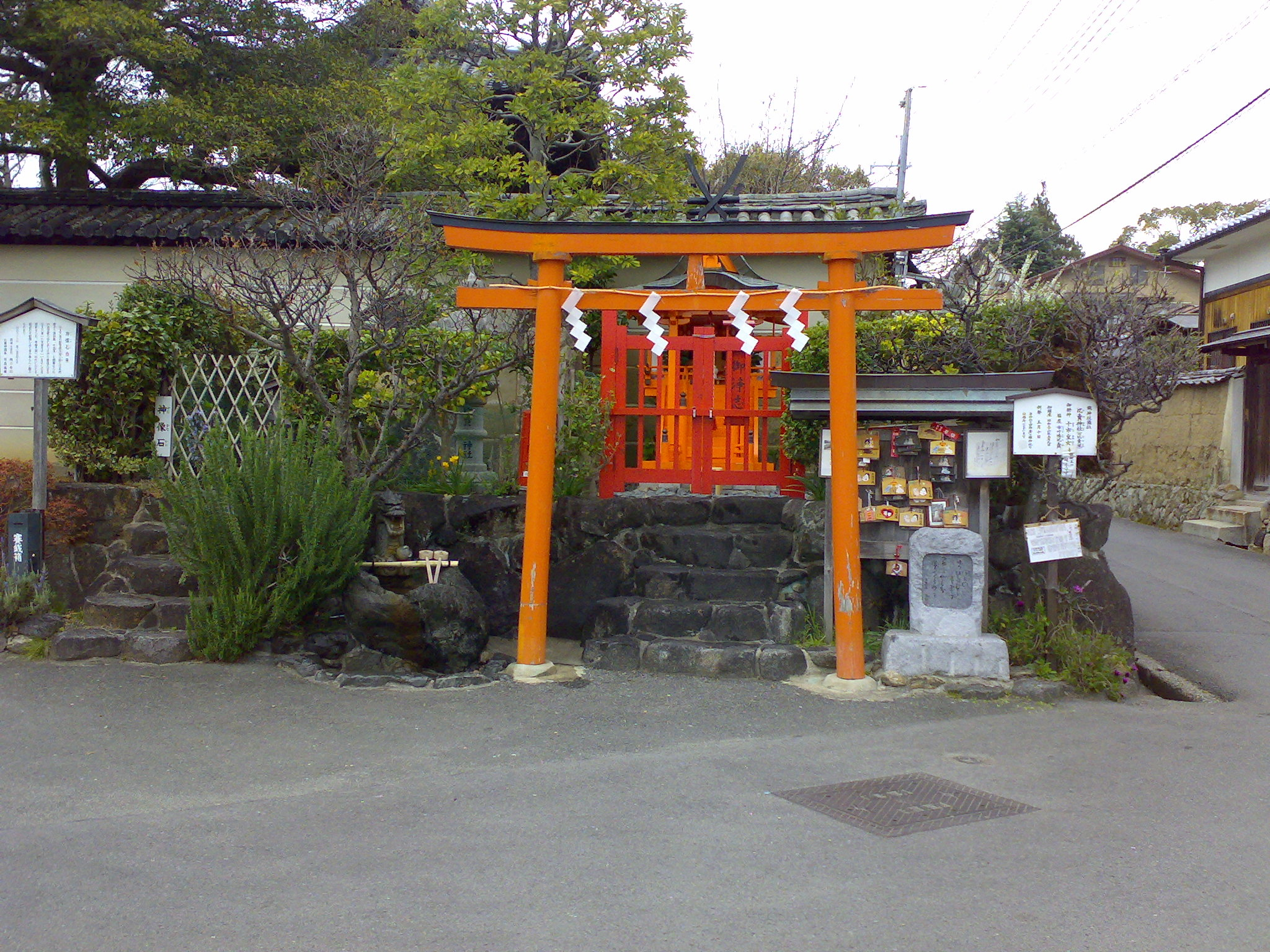
Đền thờ Himegamisha

Hoàng tử Takechi để lại lời than thở trong những bài thơ của ông, được thu thập trong Vạn Diệp tập.

## Huyền thoại
Một số truyền thuyết và câu chuyện về Hoàng hậu Tōchi đã tồn tại trên khắp Nhật Bản. Một là bà đang mang thai trong thời Chiến tranh Jinshin, đã trốn thoát về phía đông với Hoàng tử Ōtomo, người không bị giết tại Otsu, và đi cùng nhau tới tỉnh Kazusa, nơi chồng bà bị giết bởi một nhóm người theo đuổi và bà đã đi sâu vào vùng núi đến khu phố Tsutsumori, sau đó bà bị sảy thai và qua đời. Người dân địa phương đã xây dựng một ngôi đền và bảo tồn vong linh của bà để tỏ lòng thương tiếc. Đó là đền Tsutsumori, nằm ở Ōtaki, tỉnh Chiba.
Đền Shingū ở Nankoku, tỉnh Kōchi cũng có một truyền thuyết về bà, song chưa bao giờ tiết lộ cho công chúng.

## Hậu duệ
| Tên             | Sinh             | Mất               | Ghi chú               |
| --------------- | ---------------- | ----------------- | --------------------- |
| Hoàng tử Kadono | tháng 1, năm 669 | 9 tháng 1 năm 706 | Ông của Omi no Mifune |